# Terremoto di Giava del 2022
Il terremoto di Giava del 2022 ha colpito l'Indonesia alle 13:21 WIB (UTC +7) del 21 novembre con magnitudo 5.6, causando almeno 318 morti, 7729 feriti e 24 dispersi tra la popolazione civile. La città di Cianjur ha subito il danneggiamento di oltre 56311 abitazioni e la scossa è stata percepita distintamente a Giacarta. Si è trattato dell'evento sismico più grave in termini di perdite umane in Indonesia dal terremoto di Sulawesi del 2018.

## Contesto
Giava si trova vicino a un confine convergente attivo che separa la placca della Sonda a nord e la placca australiana a sud. Al confine, segnato dalla fossa della Sonda, la placca australiana che si sposta verso nord subduce sotto la placca della Sonda. La zona di subduzione è in grado di generare terremoti fino a magnitudo 8,7, mentre la placca australiana può anche ospitare terremoti più profondi all'interno della litosfera discendente (terremoti intraplacca) sotto la costa di Giava. La zona di subduzione ha prodotto due terremoti e tsunami distruttivi nel 2006 e nel 1994 . Anche un terremoto intraslab nel 2009 ha causato gravi distruzioni.

## Terremoto
Secondo la Meteorology, Climatology, and Geophysical Agency (BMKG), il terremoto si è verificato a una profondità di 11 chilometri, classificandolo come un evento superficiale.

## Impatto
Nonostante le dimensioni moderate del terremoto, la sua profondità ridotta ha causato forti scosse. I terremoti di tali dimensioni sono solitamente associati a danni relativamente minori, ma la profondità ridotta e le scarse costruzioni hanno contribuito alla distruzione. L'Agenzia nazionale per le contromisure in caso di calamità (BNPB) ha dichiarato che l'entità dei danni alle case e agli edifici era ancora in fase di valutazione, ma ha descritto il danno come "massiccio". I danni si sono verificati in 12 dei 32 distretti della reggenza di Cianjur: il distretto di Cugenang è stato il più colpito.
Almeno 56.311 case sono state interessate dal sismadi cui 22.241 case che sono state gravemente danneggiate. Almeno 11.641 case hanno subito rispettivamente danni moderati e lievi. Sono state danneggiate 363 scuole, 144 luoghi religiosi, 13 uffici e tre strutture sanitarie. Anche un centro commerciale è crollato. Il ministero degli Affari religiosi ha dichiarato che 21 moschee sono state danneggiate.

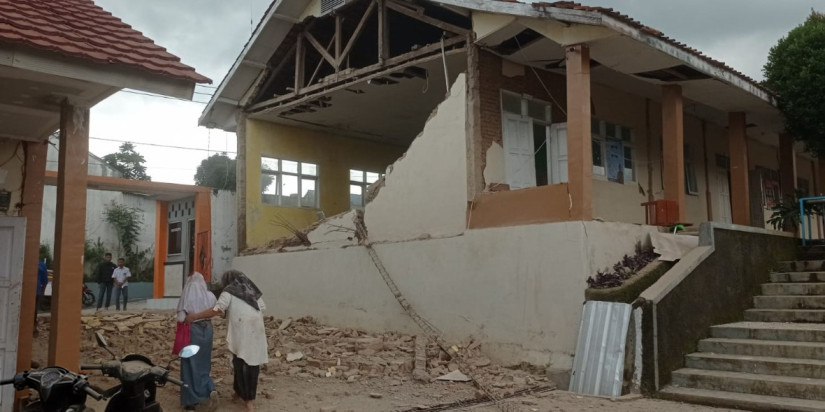
Un edificio nella reggenza di Cianjur con danni alla facciata

Le frane hanno interrotto le strade. Una frana lungo la strada statale Puncak-Cipanas-Cianjur ha costretto a deviare il traffico. Lungo le strade si sono verificati anche alberi e pali della corrente sradicati. Il ministero dell'Energia e delle risorse minerarie ha dichiarato che nel distretto di Cugenang si sono verificate due frane.
Un villaggio a Cugenang con otto case è stato completamente sepolto da una frana.
Le interruzioni di corrente hanno interessato più di 366.000 abitazioni, di cui l'89% è già stato ripristinato. Almeno 681 case, sei scuole e 10 edifici religiosi sono stati danneggiati nella reggenza di Sukabumi.
Il terremoto è stato avvertito con forza a Giacarta, la capitale dell'Indonesia, provocando l'uscita dagli edifici dei residenti riversandosi nelle strade. I grattacieli hanno oscillato e sono stati evacuati. Sono comparse crepe su un condominio ad Ancol, a nord di Giacarta.

## Vittime
Almeno 318 persone sono morte, 165 delle quali sono state identificate. La maggior parte dei decessi è stata causata dal crollo di edifici. La maggioranza erano studenti di diverse scuole che sono morti dopo essere stati colpiti dalla caduta di detriti. Il BNPB ha rivelato che più di un terzo delle persone uccise erano bambini.
Altre 7.728 persone sono rimaste ferite, 595 in gravi condizioni. Rimangono disperse fino a 24 persone, forse sepolte sotto le macerie. La maggior parte dei dispersi proveniva dal villaggio di Cijedil.
Decine di studenti sono rimasti feriti dalla caduta di detriti nelle loro scuole. I feriti sono stati portati nei quattro ospedali intorno a Cianjur. A causa dell'arrivo di un gran numero di feriti all'ospedale di Cianjur, nel parcheggio è stato costruito un ospedale da campo.
Altre 73.693 persone sono state sfollate e hanno cercato rifugio in 110 luoghi di evacuazione.

### Ricerche

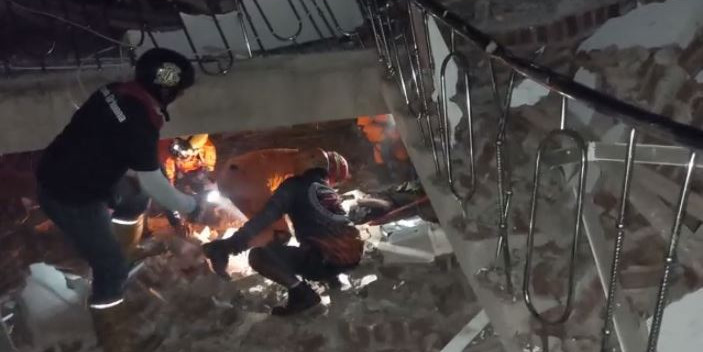
Squadre di ricerca e salvataggio alla ricerca di sopravvissuti in una struttura crollata

Sono stati schierati circa 6.000 soccorritori. L'Associazione medica indonesiana ha mobilitato 200 medici, mentre l'Agenzia nazionale di ricerca e salvataggio ha mobilitato personale e attrezzature in cinque aree colpite. Le squadre di ricerca e soccorso sono state schierate per localizzare i dispersi. Gli elicotteri hanno condotto rilievi aerei e persone evacuate.

## Conseguenze

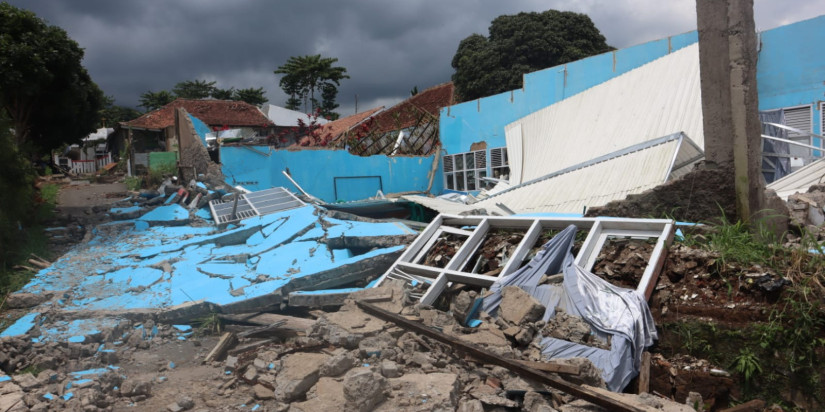
Case crollate all'indomani del terremoto

I sopravvissuti a Cianjur hanno costruito tende improvvisate negli spazi pubblici o nei loro cortili.
Per paura di scosse di assestamento, i residenti non sono rientrati nelle proprie abitazioni. Nel villaggio di Pamoyanan, distretto di Cianjur, 150 residenti hanno trascorso la notte sotto un padiglione. Altri dormivano lungo i bordi delle strade o sotto le sporgenze dei negozi.
Secondo il BNPB, le case che sono state danneggiate saranno ricostruite con resistenza antisismica. Il Ministero dei lavori pubblici e dell'edilizia abitativa ha mobilitato personale e attrezzature pesanti per rimuovere alberi e detriti dalle frane sulle strade.

### Ricostruzione
Il governo indonesiano ha stanziato 50 milioni di rupie per la ricostruzione di case antisismiche. Le case che sono state danneggiate saranno riparate attraverso un fondo di assistenza di 10 milioni di rupie. I lavori di ricostruzione saranno finanziati dal Ministero dei Lavori Pubblici e dell'Edilizia Pubblica.

## Risposta

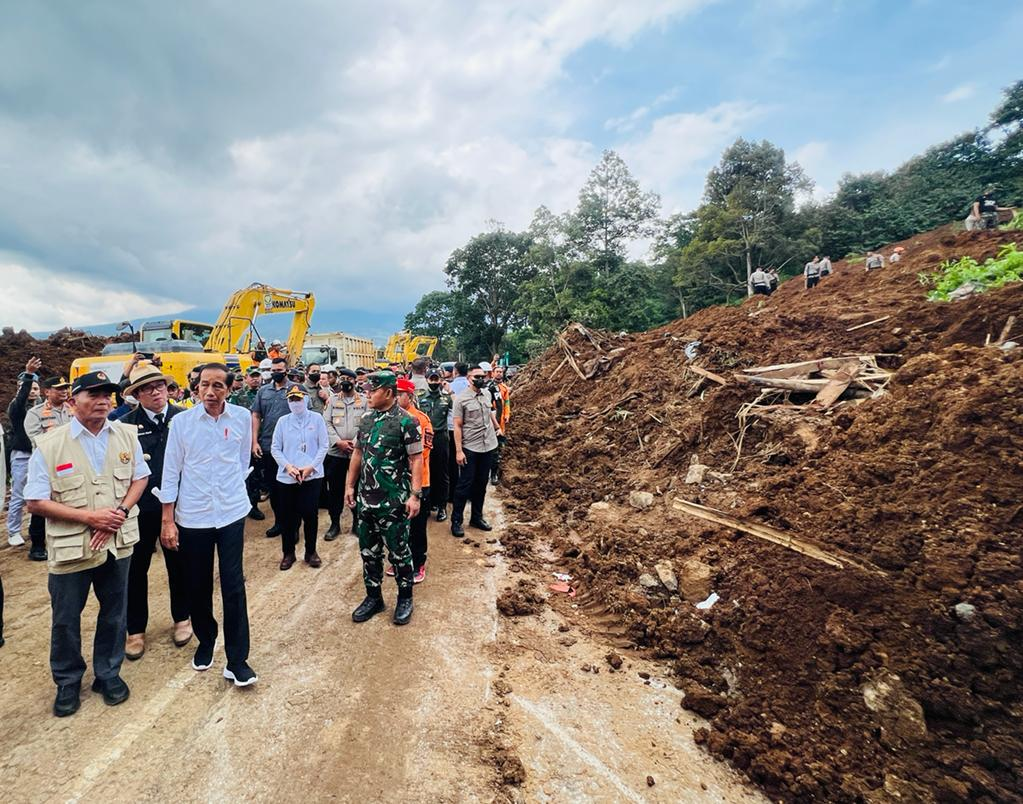
Il presidente Joko Widodo visita una frana innescata dal terremoto

Il presidente Joko Widodo ha incaricato il ministro dei lavori pubblici e dell'edilizia abitativa, Basuki Hadimuljono, di esaminare i danni. Basuki è arrivato a Cianjur Regency il 21 novembre alle 9:45 del pomeriggio. Secondo il presidente Widodo, i residenti le cui case sono state gravemente danneggiate riceveranno rispettivamente 50 milioni e 25 milioni di rupie in assistenza.